# (7664) Namahage
(7664) Namahage est un astéroïde de la ceinture principale.

## Description
(7664) Namahage est un astéroïde de la ceinture principale. Il fut découvert le 2 octobre 1994 à Kitami par Kin Endate et Kazuro Watanabe. Il présente une orbite caractérisée par un demi-grand axe de 2,94 UA, une excentricité de 0,12 et une inclinaison de 1,7° par rapport à l'écliptique.

## Compléments